# Aderonke Apata
Aderonke Apata (Nigeria, 20 gennaio 1967) è un'attivista nigeriana rifugiata nel Regno Unito.
Ha ricevuto un'ampia attenzione da parte dei media a causa della sua richiesta di asilo e della battaglia legale per ottenerlo, durata oltre 13 anni.
Apata è la fondatrice dell'organizzazione benefica African Rainbow Family nel 2014.

## Biografia
Aderonke Apata è nata il 20 gennaio 1967 in Nigeria. Apata si è accorta per la prima volta di essere lesbica all'età di 16 anni, si è sposata per nascondere la sua omosessualità ed è stata arrestata dopo che la polizia, grazie alla denuncia della famiglia del marito, l'ha trovata impegnata in "atti omosessuali" nel suo appartamento. Per questo motivo è stata condannata a morte per lapidazione per adulterio e stregoneria da un tribunale della sharia. L'esecuzione della sentenza è stata sospesa grazie ad un cavillo legale individuato da un difensore.
Dopo il processo, Apata è fuggita dalla Nigeria ed è arrivata a Londra, nel Regno Unito, dove ha chiesto per la prima volta asilo per motivi religiosi nel 2004 perché proveniva da una famiglia cristiana, ma dopo aver sposato un uomo musulmano in un accordo fittizio nel tentativo di coprire la sua relazione a lungo termine con un altro donna. Dopo che il respingimento di due richieste di asilo, è stata costretta a vivere per strada a Manchester per evitare l'espulsione. Nell'ottobre 2012, ha trascorso una settimana in isolamento presso il Yarl’s Wood Immigration Removal Centre, come punizione per aver guidato una manifestazione pacifica al centro.
Nel 2012, Apata, ha presentato una nuova domanda di asilo, a causa delle persecuzioni che l'attendevano in Nigeria a causa del suo orientamento sessuale. Due richieste di asilo sono state respinte rispettivamente nel 2014 e il 1º aprile 2015 perché il dipartimento ministeriale del Regno Unito, non credeva che fosse lesbica a causa della sua precedente relazione con un uomo. Nel 2014, Apata dichiarò che avrebbe inviato un video esplicito al Ministero degli Interni per dimostrare la sua sessualità. Ciò ha portato la sua richiesta di asilo a ottenere un ampio sostegno, attraverso molteplici petizioni che hanno raccolto centinaia di migliaia di firme.
L'8 agosto 2017, dopo una battaglia legale durata tredici anni, le è stato concesso lo status di rifugiata nel Regno Unito dal Ministero degli Interni. Il permesso di asilo concesso ad Apata sarebbe durato solo cinque anni, ma in seguito avrebbe potuto richiedere la residenza permanente nel Regno Unito.
Apata è un'attivista impegnata nell'assistenza alle persone LGBTI che richiedono asilo nel Regno Unito, oltre che nella lotta contro le leggi nigeriane contro le persone LGBT. Ha vinto diversi premi (Activist of the Year, Sexual Freedom Awards 2018; Ron Todd Foundation Equality Awards 2018; Attitude Pride Awards 2017; Positive Role Model for LGBT National Diversity Award 2014). È stata inserita nella mappa 'Suffragette Spirit' di Amnesty International; nel 2015 è stata nominata Eroina dell'anno, in riconoscimento dei suoi successi per la comunità LGBT.

## Vita privata
Ha una laurea in microbiologia e un master in Sanità Pubblica. Nel 2005, ad Apata è stato diagnosticato un disturbo da stress post-traumatico (PTSD) e ha tentato di suicidarsi quando era in prigione e rischiava l'espulsione. Nel 2012, l'ex compagna di Apata è stata uccisa in un incidente di vigilante, come il fratello di Apata e il figlio di tre anni.
A partire dal 2015, Apata è fidanzata con Happiness Agboro, a cui era stato precedentemente concesso lo status di rifugiata nel Regno Unito in base alla sua sessualità.

## Premi e riconoscimenti
- Premio LGBT Positive Role Model Award dal 3º National Diversity Awards (2014)[14]
- Attivista dell'anno dalla 24ª edizione dei Sexual Freedom Awards (2018)[15]